# Volvo 240
Volvo 240 var en serie af personbiler bygget af Volvo Cars mellem august 1974 og maj 1993.

## Modelnumre og karrosserivarianter
- 242: Todørs sedan
- 244: Firedørs sedan
- 245: Femdørs stationcar

Fra 1982 og frem hed alle versioner 240, uanset karrosseriform og antal døre.
- Volvo 242 DL (1981−1984)
- Volvo 244 (1979)
- Volvo 245 (1975)

## Motorer
Volvo 240 fandtes med flere forskellige benzin- og dieselmotorer. Fra starten havde bilen forgængerens B20-stødstangsmotor med 60 kW (82 hk), som i 1975 blev afløst af de mere moderne B21-motorer.
I modelåret 1979 blev programmet udvidet med en 2,4-liters sekscylindret dieselmotor med 60 kW (82 hk) fra Volkswagen LT. Denne motor blev også bygget i en femcylindret version til Italien og Finland. På introduktionstidspunktet var Volvo den første personbilsfabrikant, som havde en sekscylindret dieselmotor på programmet, før BMW (1982) og Mercedes-Benz (1985).
I de sidste år inden 240'eren udgik havde alle benzinmodeller katalysator. Programmet omfattede da en 2,0-litersmotor med 82 kW (112 hk) og en 2,3-litersmotor i to versioner med 85 kW (116 hk) og 100 kW (136 hk).

## Sikkerhed
Modellen bedømmes af det svenske forsikringsselskab Folksam til at være lige så sikker som middelbilen. De sidste år kunne modellen også fås med ABS-bremser og førerairbag.

## Efterfølger
Oprindeligt var den i 1984 introducerede Volvo 740 planlagt som efterfølger for 240, som dog alligevel fortsatte i produktion helt frem til 1993. 740 blev i 1990 faceliftet og skiftede da navn til 940.